# Mauricio Cabrera
Mauricio Adolfo Cabrera Valdez (22 de septiembre de 1993) es un lanzador dominicano de béisbol profesional que es agente libre de las Grandes Ligas (MLB). Anteriormente jugó con los Atlanta Braves.

## Carrera profesional

### Atlanta Braves
Cabrera firmó con los Bravos de Atlanta como agente libre internacional en julio del 2010. Hizo su debut profesional la siguiente temporada con el equipo filial de la Dominican Summer League. Lanzó para los Danville Braves en 2012, los Rome Braves en 2013 y los Gulf Coast Braves y Lynchburg Hillcats en 2014. El 19 de noviembre de 2014, fue añadido por los Bravos a la plantilla de 40 jugadores. Inició la temporada 2015 con los Carolina Mudcats y también realizó 13 apariciones con los Mississippi Braves.
El 27 de junio de 2016 fue promovido a Grandes Ligas por los Bravos. Debutó ese mismo día ante los Indios de Cleveland, lanzando una entrada en la cual permitió un hit. Tres días más tarde registró su primer salvamento, ante los Marlins de Miami. Terminó su primera temporada en las mayores con efectividad de 2.82 y seis salvamentos en 41 apariciones como relevista.
Fue liberado por los Bravos el 11 de julio de 2018.

### Chicago White Sox
El 20 de julio de 2018, Cabrera firmó un contrato de ligas menores con los Medias Blancas de Chicago. Se convirtió en agente libre después de la temporada 2019.

### Arizona Diamondbacks
El 14 de noviembre de 2019, Cabrera firmó un contrato de ligas menores con los Diamondbacks de Arizona. Fue liberado por la organización el 22 de mayo de 2020.